# Кемеровское высшее военное командное училище связи
Кемеровское высшее военное училище связи имени маршала войск связи Пересыпкина И.Т., располагавшееся в столице Кузбасса — г. Кемерово, являлось одним из первых высших военных учебных заведений страны.  Готовило специалистов по эксплуатации средств и комплексов радиосвязи, радиорелейной, тропосферной, космической, проводной связи, сетей связи и систем коммутации, АСУВ. 
Выпускники училища проходили или проходят службу во всех видах и родах ВС СССР и ВС РФ — СВ, ВКС, ВМФ, РВСН, ВДВ, а также в ФСБ, МЧС, МВД и ФСИН.

## История
История училища на Кузбасской земле начинается с 6 января 1941 года, когда в соответствии с приказом  Народного комиссариата обороны от 19 октября 1940 г. и приказом командующего войсками СибВО № 0152 от 11 ноября 1940 года в г. Кемерово было переведено из г. Канска военно-пехотное училище.
12 мая 1951 по решению Президиума Верховного Совета СССР и во исполнение приказа Военного Министра СССР  на базе пехотного началось формирование военного училища связи с трёхгодичным периодом обучения. 
К началу августа 1951 года две роты курсантов были подготовлены к сдаче экзаменов за первый курс училища связи. В 1952 году созданы одногодичные курсы по подготовке техников связи и произведён их выпуск в 1953 г. По результатам 1956—1957 учебного года училище заняло первое место среди училищ связи Министерства обороны СССР. 
3 октября 1959 года на основании Указа Президиума Верховного Совета СССР от 30 августа 1959 г. помощник командующего войсками СибВО по вузам генерал-майор А.Ф. Бычковский вручил училищу Красное знамя и грамоту Президиума Верховного Совета СССР. В 1960 году по результатам выпуска училище заняло первое место среди училищ связи Сухопутных войск. При Кемеровском училище связи 7 лет (1961—1968 гг.) действовали одногодичные курсы подготовки младших офицеров.
В 1967 году училище связи награждено Памятным знаменем ЦК КПСС, Президиума Верховного Совета СССР, Совета Министров СССР, которое было оставлено в училище на вечное хранение как символ воинской доблести.
- 31 января 1968 года в соответствии с приказом Министра обороны СССР училище преобразуется в Кемеровское высшее военное командное училище связи (КВВКУС). В училище вместо циклов были введены кафедры, а учебный узел связи преобразован в батальон обеспечения учебного процесса. Период обучения будущих военных инженеров стал четырёхгодичным.
В марте 1972 г. для курсантов 4-го курса высшего училища впервые была организована стажировка в войсках, которая стала очередной проверкой готовности КВВКУС выпускать офицеров-связистов инженерного профиля. В октябре 1972 г. при училище создана юношеская военно-патриотическая школа «Юный связист».
Знаменательным событием в жизни училища стал приказ Министра обороны СССР от 7 сентября 1985 года, по которому Высшему Учебному Заведению было присвоено имя маршала войск связи Пересыпкина И. Т..
Боевое знамя было вручено на торжественном собрании 13 ноября 1985 года маршалом войск связи А. И. Беловым. 7 мая 1994 года КВВКУС имени маршала войск связи И. Т. Пересыпкина приступило к профессиональной подготовке курсантов с 5-летним сроком обучения.

- 16 сентября 1998 года во исполнение  Постановления Правительства РФ от 29.08.1998 года № 1009 «О военных образовательных учреждениях профессионального образования МО РФ», приказа МО РФ от 16.09.1998 года № 417 Кемеровское высшее военное командное училище связи имени маршала войск связи И. Т. Пересыпкина решено реорганизовать в Кемеровский филиал  Военного университета связи.
В соответствии с Постановлением Правительства РФ № 66 от 18.01.1999 г. и приказом Министра обороны РФ № 189 от 24.04.1999 г. в системе Министерства обороны РФ, на базе КВВКУС, был создан кадетский корпус радиоэлектроники - общеобразовательное учреждение среднего общего образования с дополнительными образовательными программами, имеющими целью военную подготовку.

- 1 января 2005 года постановлением правительства РФ филиал переименован в Кемеровское высшее военное командное училище связи (военный институт) имени маршала войск связи Пересыпкина И. Т

- 14 июня 2009 года состоялся последний выпуск офицеров из стен КВВКУС.

- 26 июня 2009 года на плацу Кемеровского высшего военного командного училища связи состоялась торжественная церемония прощания с боевым знаменем части. Таким образом, 26 июня 2009 года стало последним днём существования КВВКУС. Курсанты продолжили обучение в Новочеркасском высшем военном командном училище связи вплоть до закрытия последнего (НВВКУС было закрыто в 2011 г.).

- 24 сентября 2010 года в парке им. Г.К. Жукова началось строительство памятника училищу. Средства на памятник передали выпускники КВВКУС, жители Кузбасса, администрация города, администрация области. Торжественное открытие монумента памяти состоялось 27 августа 2011 года.

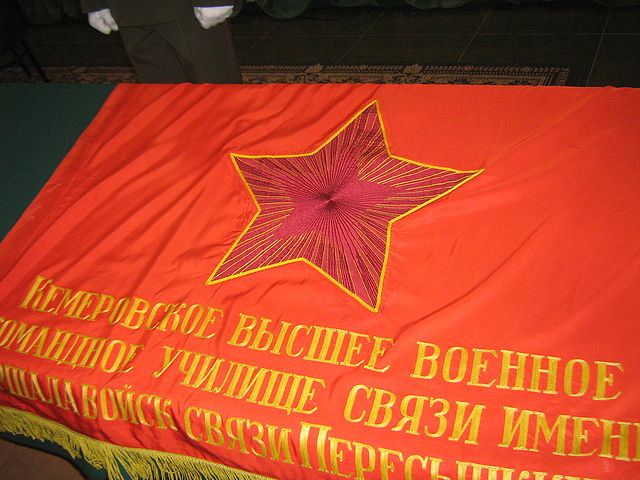
Боевое Знамя КВВКУС
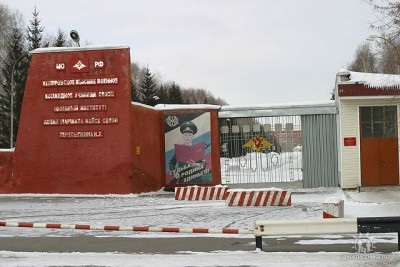
КПП №1 КВВКУС
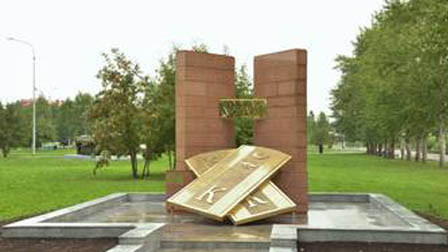
Памятник КВВКУС
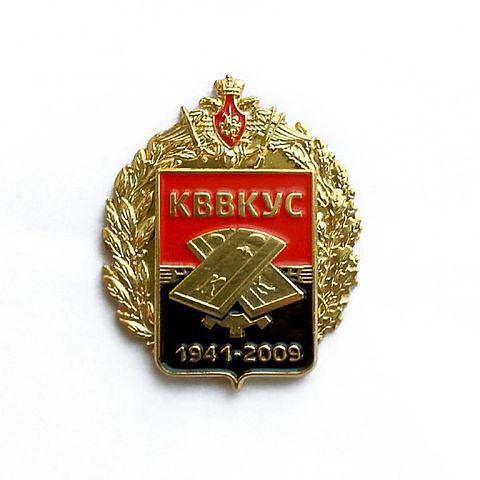
Значок КВВКУС

## Начальники училища
| Полковник Смирнов М. Н.       | 1940—1941 |
| Полковник Бурмаков И.Д.       | 1941—1942 |
| Полковник Костюк И.С.         | 1942—1942 |
| Полковник Титов В.Д.          | 1942—1942 |
| Генерал-майор Визжилин В.А.   | 1942—1943 |
| Генерал-майор Морозов И.Д.    | 1943—1946 |
| Генерал-майор Лиленков Г.П    | 1947—1951 |
| Полковник Оплачко А.М.        | 1951—1955 |
| Генерал-майор Янишевский Н.М. | 1955—1966 |
| Генерал-майор Тимофеев В.В    | 1966—1972 |
| Генерал-майор Гарин Ю.В.      | 1972—1976 |
| Генерал-майор Туров Е.И.      | 1976—1980 |
| Генерал-майор Панкратов В.А.  | 1980—1988 |
| Генерал-майор Горшенёв В.В.   | 1988—1989 |
| Генерал-майор Шумляев С.А.    | 1989—1999 |
| Генерал-майор Рубис А.Ф.      | 2000—2004 |
| Генерал-майор Дубс В.О.       | 2004—2005 |
| Генерал-майор Костарев С.В.   | 2005—2009 |

## Выпускники-герои СССР
1. Анисенков, Владимир Иванович
2. Басманов, Владимир Иванович
3. Багиров, Мусеиб Багир оглы
4. Волошин, Иван Андреевич
5. Греченков, Пётр Афанасьевич
6. Галушкин, Василий Максимович
7. Ершов, Алексей Иванович
8. Красильников, Геннадий Иванович
9. Крикуненко, Вениамин Александрович
10. Мартынов, Иван Степанович
11. Мычко, Иван Иванович
12. Мыза, Владимир Иванович
13. Назимок, Иван Григорьевич
14. Панженский, Алексей Афанасьевич
15. Суковатов, Николай Иванович
16. Степанов, Николай Петрович
17. Чернов, Павел Михайлович
18. Яценко, Пётр Григорьевич

## Выпускники-герои РФ
1. Солнечников, Сергей Александрович

## Выпускники-начальники войск связи
| Генерал-полковник Залогин Юрий Михайлович   | 1997—2003 |
| Генерал-полковник Ляскало, Николай Петрович | 2003—2005 |

## После закрытия КВВКУС
В 2018 году было объявлено о планируемом возрождении Кемеровского высшего военного командного училища связи.
С инициативой возродить знаменитое высшее военное училище в Минобороны обратилась администрация Кемеровской области. Кроме того, в конце сентября начальник Генштаба Валерий Герасимов, заслушав анализ ситуации с кадрами в войсках связи, поручил начальнику Главного управления связи генерал-полковнику Халилу Арсланову проработать вопрос о формировании военного вуза на базе расформированного в 2009 году Кемеровского училища связи им. И.Т. Пересыпкина.
В феврале 2019 года на территории бывшего училища связи начато строительство жилого комплекса "Кузнецкий". Строительство домов будет завершено в 2026 году.
В настоящее время работает только один корпус (г.Кемерово, ул.Космическая, д.2), в котором создана Губернаторская кадетская школа-интернат МЧС. Вся остальная территория бывшего КВВКУС (за исключением одного пятиэтажного здания на ул.Автозаводской, здания на ул. Космическая и заброшенного здания КПП) полностью очищена от сооружений Училища - все здания к 2019 году снесены. 
По состоянию на март 2022 года КВВКУС так и не было возрождено.
Учитывая, что заявления о якобы возрождении училища были сделаны 4 года назад (от 2022 года), а также учитывая снос практически всей инфраструктуры учебного заведения, можно утверждать, что никакого возрождения Кемеровского высшего военного командного училища связи (во всяком случае на его бывшем месторасположении) не будет.